# Восточно-Белорусская ландшафтная провинция
Восточно-Белорусская провинция вторично-моренных и лёссовых ландшафтов — индивидуальный природно-территориальный комплекс ранга ландшафтной провинции, выделяемый в системе ландшафтного районирования Беларуси.
Провинция приурочена к востоку Беларуси и простирается от границы с Россией на запад до линии Толочин — Быхов. Её южная граница проходит вблизи г. Корма, Краснополье, Костюковичи, Хотимск. Провинция занимает около 11 % территории Беларуси.
Характерная особенность ландшафтного строения провинции — преобладание подтаёжных средневысотных и возвышенных ландшафтов. Доля низменных ПТК незначительна. Доминируют и определяют облик региона ландшафты всего двух родов — вторичноморенные и лёссовые, занимающие около 70 % его территории. Значительно представлены также вторичные водно-ледниковые и моренно-зандровые ландшафты.
```
 Характерная особенность провинции- широкое распространение лесов.
```